# Hakon Sylvan
Hakon Theodor Sylvan, född 20 maj 1883 i Lockarps församling, Malmöhus län, död 16 oktober 1950 i Höörs församling, Malmöhus län, var en svensk agronom, politiker och ämbetsman. Han var bror till Georg, Per och Ove Sylvan.
Sylvan avlade agronomexamen vid Alnarps lantbruksinstitut 1904, var förvaltare 1905–1908, drev eget jordbruk 1908–1938 samt var generaldirektör och chef för Lantbruksstyrelsen 1938–1948.
Sylvan var nämndeman, vattenrådsnämndeman, domänvärderingsman och kommunalman. Han ordförande i lantmannasammanslutningar till 1938, sekreterare och ombudsman i Sveriges betodlares centralförening 1930–1938, vice ordförande i Alnarps lantbruks-, mejeri- och trädgårdsinstitut 1925–1938, i Statens livsmedelskommission 1940–1941 och i styrelsen för Veterinärhögskolan från 1938. Han tillhörde första kammaren 1937–1938 (Bondeförbundet). Han invaldes som ledamot av Lantbruksakademien 1939.